# Скейт, Уильям
Сэр Уильям Джек Скейт (англ. William Jack Skate; 26 сентября 1953, Порт-Морсби, Территория Папуа — Новая Гвинея — 3 января 2006, Брисбен, Австралия) — государственный деятель Папуа — Новой Гвинеи. Премьер-министр (1997—1999 год), и.о. генерал-губернатора (2003—2004) Папуа — Новой Гвинеи.

## Биография
Родился в семье австралийца и его жены, коренной жительницы Папуа — Новой Гвинеи. В 1977 году окончил Технологический университет Папуа — Новой Гвинеи, расположенный в Лаэ, по специальности «бухгалтерское дело». В 1985 году стал главным управляющим банка «PSA Savings and Loans Society», в 1987 году — управляющим Комиссии столичного округа, а в 1992 году был избран в парламент, где с 1992 по 1994 год занимал пост спикера, поддерживал правительство Паяса Уингти.
С 1995 по 1997 год — губернатор Национального столичного округа. В 1997 году в результате парламентского голосования был избран премьер-министром страны, одержал победу над Майклом Сомаре (получил поддержку 71 парламентария; 35 человек проголосовали «против»). 7 июля 1999 года на фоне намечавшегося вынесения вотума недоверия и скандала по поводу установления дипломатических отношений с Тайванем ушёл в отставку.
В 2002 году его политическая партия, Народная национальная партия Конгресса (англ. People's National Congress Party), стала партнёром Майкла Сомаре по коалиции. В результате Скейт был утвержден спикером национального парламента. В ноябре 2003 года был назначен и. о. генерал-губернатора. Несмотря на то, что 20 января 2004 года его место должен был занять Пато Какерайя, Скейт продолжил исполнение своих обязанностей в качестве генерал-губернатора, после того как суд поставил под сомнение законность назначения Какерайя. 3 марта 2004 года Скейт был отстранён от исполнения обязанностей из-за обвинений в присвоении денежных средств фондов в 1990-е годы, однако на следующий день все обвинения были сняты и он вновь был назначен и. о. генерал-губернатора.
В мае 2004 года партия Скейта вышла из коалиции с Партией национального альянса и отказалась поддержать конституционную поправку, поддержанную премьер-министром Сомаре и предполагавшую увеличение срока, в течение которого запрещалось выносить правительству вотум недоверия. 28 мая 2004 года он был вынужден уйти с поста спикера парламента, когда на его место был избран проправительственный кандидат, Джеффри Нейп, которой одновременно стал и. о. генерал-губернатора.
В январе 2005 года стал рыцарем-командором Ордена Святого Михаила и Святого Георгия.
Похоронен в Порт-Морсби .